# Neoteri (cònsol 390)
Flavi Neoteri (fl . 365–393) va ser un polític de l'Imperi Romà. Va exercir com a prefecte del pretori d'Orient, d'Itàlia i de la Gàl·lia . El 390 va ser cònsol amb Valentinià II.

## Biografia
Probablement nascut a Roma, era notari sota el mandat de l'emperador Valentinià I quan, el 365, va ser enviat a l'Àfrica per garantir la lleialtat d'aquella província durant la usurpació de Procopi, que s'havia rebel·lat contra l'emperador oriental Valent.
Neoteri va ser nomenat prefecte del pretori d'Orient entre l'any 380 i el 381.
Més tard va ser nomenat prefecte del pretori d'Itàlia l'any 385. En posar Neoteri al càrrec de la prefectura italiana, Teodosi I volia donar suport al jove i inexpert emperador Valentinià II enfront de la influència de l'usurpador occidental Magne Màxim. Neoteri probablement s'ha d'identificar amb el prefecte que volia donar la basílica Portiana de Milà als arrians, però a qui es va oposar el bisbe Ambròs.
El 390 va ser prefecte del pretori de la Gàl·lia, així com cònsol amb l'emperador Valentinià II com a col·lega; aquest nomenament es pot veure com una protecció dels interessos de Teodosi a la Gàl·lia.
Coneixia Quint Aureli Símmac, amb qui va intercanviar cartes (és el destinatari de les cartes 38-46 de Símmac); segons aquestes cartes, Neoteri era viu el 393 i potser el 398. Més enllà d'aquestes dates no se'n sap res més.